# 刺花悬钩子
刺花悬钩子（学名：Rubus aculeatiflorus）为蔷薇科悬钩子属下的一个种。

## 扩展阅读
- 維基物種上的相關：刺花悬钩子